# リチャード・ド・クレア (第2代ペンブルック伯)
第2代ペンブルック伯、レンスター領主およびアイルランド司法長官リチャード・ド・クレア（Richard de Clare, 2nd Earl of Pembroke, 1130年 - 1176年4月20日）は、ノルマン人のアイルランド侵攻において主導的な役割を果たしたアングロ・ノルマン貴族。リチャード・フィッツギルバート（Richard FitzGilbert）とも。父ギルバートと同様に、ストロングボウ（アングロノルマン語でArc-Fort）という呼称で知られる。
息子ギルバートが1189年以前に子供を残さずに亡くなった後、伯領はリチャードの娘イザベルとその夫ウィリアム・マーシャルに継承された。

## 呼称
中世には、いくつかの例外を除いて、公式文書はラテン語で書かれていた。1300年から1304年（つまりリチャードの死から120年以上後）に書かれた財務台帳には、リチャードのことは「Ricardus cognomento Stranghose Comes Strugulliae」と書かれており、これは「ストランゴーズ（Stranghose）として知られるストリギル（現在のチェプストウ）伯リチャード」と訳される。
実際には、ストランゴーズはおそらくストリギルの別の綴りと見られる。14世紀に、この呼称は最終的に「ストロングボウ」と表されるようになった。

## 生涯

### 生い立ち
リチャード・ド・クレアは、初代ペンブルック伯ギルバート・ド・クレアとその妻イザベル・ド・ボーモンの息子である。母イザベルはレスター伯ロバート・ド・ボーモンの娘でヘンリー1世の愛妾であった。また、リチャードの姉妹にバジリアがいる。
父ギルバートは1148年ごろに亡くなり、リチャードは18歳くらいのときに父の跡を継いだ。しかしリチャードに対しペンブルック伯の称号が認められなかった可能性があり、1154年、ヘンリー2世は、無政府時代に母マティルダと対立の立場にあったリチャードから称号を剥奪した。ただし実際のところ、リチャードの同時代人はリチャードが要塞を構えていたストリギルの辺境領主であったことから、リチャードを「ストリギル伯」と呼んでいた。

### アイルランドとの関係

レンスター王国

1167年、レンスター王ダーモット・マクマローは、15年前にブリーフネ王ティアナン・オルークの妻デヴォグィラを誘拐したとして、アイルランド上王ローリー・オコナーに王位を剥奪された。王国を取り戻すため、ダーモットは1166年8月1日にブリストルを出航し、イングランド王ヘンリー2世に助けを求めた。秋にアキテーヌでヘンリー2世と会ったが、ヘンリー2世は手紙を送っただけで軍事的支援は申し出なかった。ウェールズに戻ったダーモットは軍を集めようとしたが失敗した。このとき、リチャード・ド・クレアとウェールズ辺境地域の他の領主たちと出会った。
ダーモットはリチャードとの間で、もしリチャードがダーモットのレンスター奪還に協力するなら、ダーモットの長女イーファと結婚でき、王位が回復した場合は王位継承権も得られるという合意を交わした。ヘンリー2世がダーモットに宛てた手紙は一般的な内容であったため、リチャードはアイルランドへの渡航にあたりヘンリー2世の明確な同意を得たいと考えていた。1168年、リチャードは宮廷でこの問題を取り上げ、許可を得た。

### アイルランド遠征

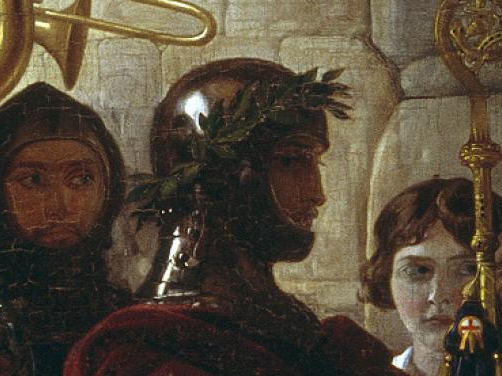
ダニエル・マクリース画『ストロングボウとイーファの結婚』より、ストロングボウの部分。

ダーモットとリチャードは、レイモンド・フィッツジェラルドの指揮する大軍を編成した。この軍にはウェールズの弓兵が含まれていた。軍はアイルランドを航海し、1169年から1170年の間にオストマンの町ウェックスフォード、ウォーターフォード、ダブリンを占領した。1170年8月23日、リチャードはミルフォード・ヘイブンで船に乗り込み、軍に加わろうとしたが、王室の使者が到着し、行くことを禁じられた。リチャードはとりあえず出航し、王の意向を無視した。
ダーモットは1171年5月に亡くなり、息子のドナル・マクマローはブレホン法に従ってレンスター王国を主張した。一方、リチャードは妻の権利として王位を主張した。同時に、リチャードの権力が増大していることに不安を募らせていたヘンリー2世をなだめるため、叔父のハーヴェイ・ド・モンモランシーを使節としてヘンリー2世に派遣した。ヘンリー2世は、リチャードから没収したフランス、イングランド、ウェールズの領土を、アイルランドの征服地と引き換えに返還することを申し出た。リチャードはこれを受け入れ、ダブリン、ウォーターフォード、その他の要塞をヘンリー2世に明け渡し、キルデアだけを保持した。
ヘンリー2世は1172年10月にアイルランドに渡り、6か月間滞在し、必要に応じて自らの部下を配置した。ヘンリー2世のアイルランド統治はゲール人とノルマン人の両方の領主から受け入れられ、リチャードの関係は修復された。実際、リチャードは1173年のフランスでの反乱でヘンリー2世を支援することに同意し、報酬としてレンスターの領有権を返還された。1174年、リチャードはマンスターへの進軍を試みたが、サーリスの戦いで敗北した。

### 死
リチャードは、足の感染症により1176年6月に死去し、義理の叔父であるダブリン大司教ローレンス・オトゥールとともに、ダブリンのホーリー・トリニティ教会に埋葬された。ヘンリー2世はリチャードの財産を自らのものとし、王室の役人にそれらを管理させ、リチャードの子供たちの遺産をイングランドの支配下に置いた。リチャードの妻イーファは寡婦財産の権利を与えられ、1184/85年のウェールズ反乱までストリギルを所有していたとみられる。
リチャードの跡を息子ギルバートが継承した。しかしギルバートが未成年で亡くなったため、遺産はリチャードの娘イザベルに引き継がれた。イザベルは、ヘンリー2世とその息子リチャード獅子心王の希望により、ウィリアム・マーシャルと結婚し、夫ウィリアムは妻の権利によりペンブルック伯となった。

## 結婚と子女

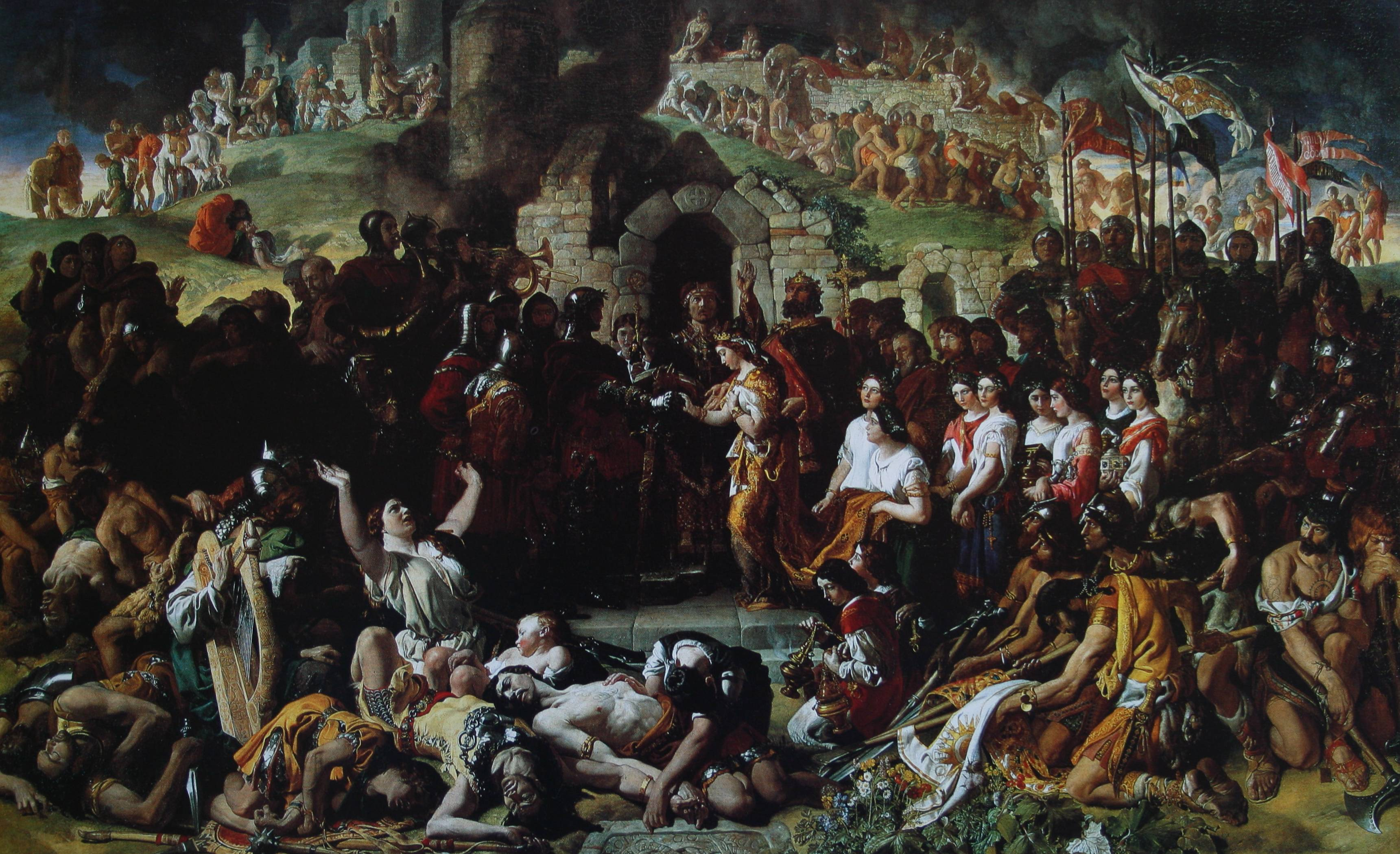
『ストロングボウとイーファの結婚』（ダニエル・マクリース画、1854年）。ウォーターフォードの廃墟における結婚式の様子。

1171年8月26日ごろ、ウォーターフォードのレジナルド・タワーで、リチャードはイーファ・マクマローと結婚した。夫妻の間には以下の子女が生まれた。
- イザベル（1172年ごろ - 1220年） - 第4代ペンブルック女伯[8][24]、ウィリアム・マーシャルと結婚
- ギルバート（1173年 - 1185年）[25] - 第3代ペンブルック伯

また姓氏不明の愛妾との間に2女をもうけた。
- アリーン[注釈 3] - ネース男爵ウィリアム・フィッツモーリス・フィッツジェラルドと結婚[26]
- 娘 - レンスター長官ロバート・ド・クエンシーと結婚[26]

## 墓

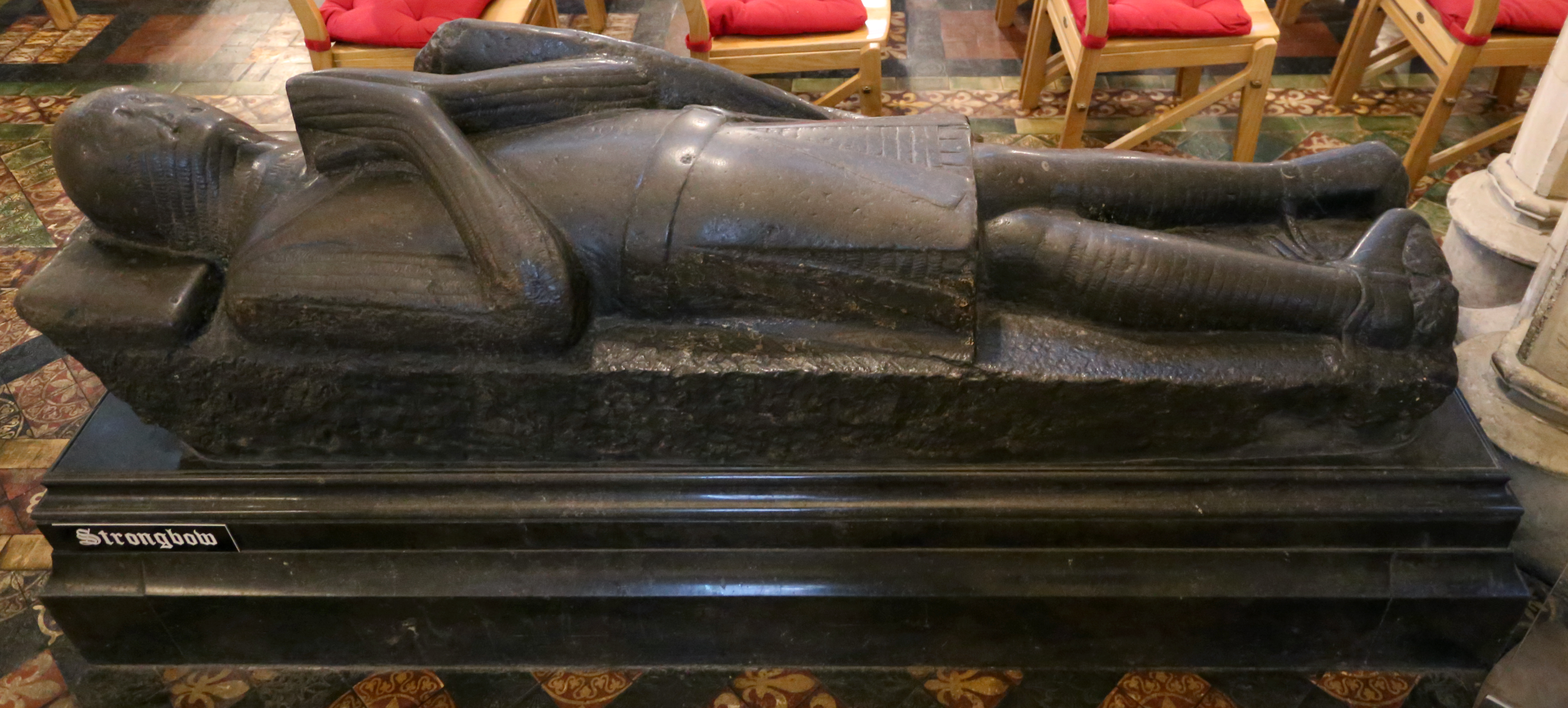
ストロングボウの墓、クライストチャーチ大聖堂

リチャード・ド・クレアは、最初ダブリンのクライストチャーチ大聖堂に埋葬され、そこに墓像が置かれている。その隣には「半分の大きさの小さな像」があり、リチャード・スタニハーストは、それは「ストロングボウの息子の像であり、その息子は戦いで臆病であったため父親に真っ二つに切り裂かれた」と主張したが、「同時代の作家は誰も」そのような話には触れていない。リチャード・ド・クレアの実際の墓像は、1562年に大聖堂の屋根が崩壊した際に破壊された。この彫像は、1570年に「ストロングボウの遠い後継者である副王ヘンリー・シドニー卿」により置き換えられた。「大きい方の彫像は1330年頃のもので、小さい方は[...]おそらく13世紀後半か14世紀前半のものである。[...] 明らかなのは、現在の墓が元の墓に代わり置かれたことである。墓の盾はド・クレア家のものではなく、現在も正体不明のままである。」　マルク・マリー・ド・ボンベル侯爵は「ストロングボウの墓を『最も本物らしくなく、最も注目すべきもの』と指摘した。」
リチャード・ド・クレアは、目撃者ジェラルド・オブ・ウェールズによると、十字架が見えるダブリンのクライストチャーチ大聖堂に埋葬された。リチャードがファーンズのセント・イーダン大聖堂、ウォーターフォードのクライストチャーチ大聖堂、キルケニーのドミニコ会修道院のいずれかに埋葬されたという伝承を裏付ける証拠はほとんどない。グロスター大聖堂に埋葬された「ド・クレア」という記述はリチャードの父親を指し、ティンターン修道院の「ストロングボウ」という記述はおそらくウォルター・マーシャルまたはアンセルム・マーシャルを指しており、両者とも1245年に死去している。